# Galargues
Galargues är en kommun i departementet Hérault i regionen Occitanien i södra Frankrike. Kommunen ligger i kantonen Castries som tillhör arrondissementet Montpellier. År 2022 hade Galargues 755 invånare.

## Befolkningsutveckling
Antalet invånare i kommunen Galargues
Referens:INSEE